# 完全無欠のロックンローラー
「完全無欠のロックンローラー」（かんぜんむけつのロックンローラー）は、アラジンのデビューシングル。1981年11月14日にキャニオン・レコード（現：ポニーキャニオン）から発売された。

## 解説
アラジンは当時、高原茂仁（現芸名：高原兄）を部長とする名古屋商科大学の学生バンドであった。高原は高校時代からヤマハポピュラーソングコンテスト（通称：ポプコン）に出場しており、名古屋に来てからもポプコンの主催者ヤマハの作曲・編曲教室に通い、春・秋のポプコンに応募し続けた。どういうタイプの曲なら目立つか、とポップス調、フォーク調、バラードと、その時々の流行に合わせて、さまざま試み、ひたすらグランプリ狙いに徹する。
アラジンは高原が大学二年の時、仲間と結成したもので、バンド名の由来は、フォークソング同好会の部室にあった石油ストーブ「アラジンブルーフレームヒーター」から。「完全無欠のロックンローラー」の着想は、「スネークマンショー」からで、「次はこの線で狙える」と本曲を製作し、服装や踊りの研究のため、原宿の竹の子族を何度も見学に行ったという、高原にとって10回目のポプコン挑戦だった本曲で、念願のグランプリを獲得、そのままその曲がファースト・シングルとして採用されてプロデビューした。
TBSテレビ「ザ・ベストテン」には1981年12月17日に「今週のスポットライト」で初出演。その後翌1982年1月21日に第9位で初ランクイン、同年2月18日（第10位）迄通算5週間10位以内に入っていた（最高位は同年2月4日の第5位）。
しかしその後はこの曲のような目立ったヒット曲に恵まれず、後に一発屋と称される音楽バンドになった。詳細はアラジン (バンド)、高原兄、ヤマハポピュラーソングコンテストにも記載あり。

## 収録曲
（全作詞・作曲: 高原茂仁 、編曲: アラジン）
1. 完全無欠のロックンローラー（4：16）
2. 道化師

## カバー
完全無欠のロックンローラー
- 斎藤清六（1982年、アルバム『なんなんなんだ!?』収録）
- RIKI（2010年、カバーアルバム『男唄』収録[3]）

## その他
- 1984年から1986年までフジテレビ系列の『月曜ドラマランド』で、5作に渡って放送された『意地悪お手伝いさん』（原作 - 長谷川町子、主演 - 高見知佳）で、本曲の替え歌が主題歌として歌われた。この替え歌は元々、1982年に同局で放送された期首特番『オールスター春秋の祭典スペシャル』で、『意地悪ばあさん』（ドラマ第3作）が出演した時、出演者（青島幸男、河原崎長一郎、坪内ミキ子ほか）が「出し物」として歌った歌を、一部歌詞を変えて主題歌として使用したものだった）

- 歌の始めの部分は民謡の秋田音頭、さびの部分は横浜銀蠅のツッパリHigh School Rock'n Roll (登校編)のメロディーを引用したことを高原は語っている。